# Hysteria
Az 1987-es Hysteria a Def Leppard negyedik nagylemeze. Máig az együttes legtöbb példányban elkelt lemeze, több mint 20 millió példányban fogyott, hat slágert hozott a zenekarnak. Az album mind a Billboard 200-on, mind a Brit albumlistán listavezető volt. A címet Rick Allen dobos találta ki autóbalesete során átélt élményei kapcsán. Ez az utolsó Def Leppard-album, amelyen szerepel Steve Clark gitáros.
Az album a Pyromania áttörő sikert arató lemezt követi. A munkálatok rekordnak számítanak: több mint három évig tartottak, több esemény is nehezítette az album létrejöttét (ilyen például Rick Allen 1984. december 31-ei autóbalesete). Az album megjelenését követően egy könyv jelent meg, mely a rögzítés nehézségeit mutatja be.
Megjelenésekor ez volt a leghosszabb rockalbum, melyet egy LP-n jelentettek meg (62 perc és 52 másodperc). A borítót Andie Airfix tervezte.
Az album szerepel az 1001 lemez, amit hallanod kell, mielőtt meghalsz című könyvben.

## Az album dalai
|     | Cím                   | Szerző(k)                                                      | Hossz |
| --- | --------------------- | -------------------------------------------------------------- | ----- |
| 1.  | Women                 | Steve Clark, Phil Collen, Joe Elliott, Mutt Lange, Rick Savage | 5:41  |
| 2.  | Rocket                | Clark, Collen, Elliott, Lange, Savage                          | 6:37  |
| 3.  | Animal                | Clark, Collen, Elliott, Lange, Savage                          | 4:02  |
| 4.  | Love Bites            | Clark, Collen, Elliott, Lange, Savage                          | 5:46  |
| 5.  | Pour Some Sugar on Me | Clark, Collen, Elliott, Lange, Savage                          | 4:25  |
| 6.  | Armageddon It         | Clark, Collen, Elliott, Lange, Savage                          | 5:21  |
| 7.  | Gods of War           | Clark, Collen, Elliott, Lange, Savage                          | 6:37  |
| 8.  | Don't Shoot Shotgun   | Clark, Collen, Elliott, Lange, Savage                          | 4:26  |
| 9.  | Run Riot              | Clark, Collen, Elliott, Lange, Savage                          | 4:39  |
| 10. | Hysteria              | Clark, Collen, Elliott, Lange, Savage                          | 5:54  |
| 11. | Excitable             | Clark, Collen, Elliott, Lange, Savage                          | 4:19  |
| 12. | Love and Affection    | Clark, Collen, Elliott, Lange, Savage                          | 4:37  |

## Közreműködők
- Joe Elliott – ének
- Steve Clark – gitár
- Phil Collen – gitár
- Rick Savage – basszusgitár
- Rick Allen – dob

### További közreműködők
- The Bankrupt Brothers (Def Leppard) – háttérvokál
- Philip Nicholas – Fairlight programozása

### Produkció
- Robert John "Mutt" Lange – producer
- Nigel Green – hangmérnök, hangmérnökasszisztens, keverés
- Erwin Musper – hangmérnök
- Ronald Prent – hangmérnök
- Mike Shipley – keverés
- Bob Ludwig – mastering
- Howie Weinberg – mastering
- Ross Halfin – fényképek
- Laurie Lewis – fényképek

## Fordítás
Ez a szócikk részben vagy egészben a Hysteria (Def Leppard album) című angol Wikipédia-szócikk ezen változatának fordításán alapul.  Az eredeti cikk szerkesztőit annak laptörténete sorolja fel. Ez a jelzés csupán a megfogalmazás eredetét és a szerzői jogokat jelzi, nem szolgál a cikkben szereplő információk forrásmegjelöléseként.